# I-71/I-171
I-71/I-171 — підводний човен Імперського флоту Японії, який взяв участь у бойових діях Другої світової війни. Споруджений як І-71, корабель 20 травня 1942-го був перейменований на І-171, щоб звільнити нумерацію для нових крейсерських підводних човнів (так само вчинили щодо всіх субмарин KD типів).

## Довоєнна служба
Корабель, який спорудили у 1935 році на верфі компанії Kawasaki у Кобе, належав до другої серії підтипу KD6A типу KD6. На відміну від човнів першої серії KD6A (I-68, I-69, I-70) на І-71 встановили 120-мм гармату замість 100-мм.
Станом на момент вступу Японії у Другу світову війну І-71 належав до 20-ї дивізії підводних човнів.

## Перший похід
11 листопада 1941-го в межах підготовки до війни с США І-71 вийшов з японського порту Саєкі (острів Кюсю) на атол Кваджалейн (Маршаллові острови), куди прибув 20 листопада. 23 листопада І-71 рушив далі до Гаваїв, де 5 грудня провів рекогносцирування протоки між островами Мауї та Кахоолаве (півтори сотні кілометрів на південний схід від Перл-Гарбору) та якірної стоянки Лахаіна (на Мауї).
7 грудня 1941-го, в день початку бойових дій, І-71 перебував за кілька десятків кілометрів на південний схід від острова Оаху, мавши завдання атакувати кораблі, які спробують покинути район головної бази Тихоокеанського флоту США. Згодом він провів біля Гаваїв ще два тижні, проте так і не зміг досягнути якихось успіхів (і сам був кілька разів без успіху атакований глибинними бомбами).
21 грудня 1941-го при поверненні на базу І-71 розпочав обстріл зі своєї палубної гармати атола Джонстон (1300 км на південний захід від Оаху), проте був змушений зануритись через вогонь у відповідь. 28 грудня човен повернувся на Кваджелейн.

## Другий похід
12 січня 1942-го І-71 знову попрямував до Гаваїв. 28 січня в протоці між островами Гаваї та Мауї човен атакував конвой невеликих суден. Перший залп із двох торпед пройшов повз ціль, а от третя влучила у судно General Royal T. Frank (622 GRT), яке затонуло менше ніж за хвилину, загинуло 24 особи. 16 лютого 1942-го І-71 повернувся на Кваджелейн.
18 лютого 1942-го І-71 знову вийшов в море, певний час виконував завдання в районі на схід від острова Уейк, але вже 6 березня прибув до Куре. 15 квітня човен полишив Японію, а 10 травня досягнув Кваджелейну.

## Третій похід
24 травня човен вже як І-171 рушив з бази на Кваджелейні для участі в операції К-2 — повітряній розвідці Перл-Гарбору перед атакою на Мідвей. За планом човен мав виконувати функцію радіомаяка в районі на схід від Френч-Фрігат-Шолс (атол за вісім з половиною сотень кілометрів на північний захід від Оаху), втім, через вжиті американцями додаткові заходи протичовнової оборони операцію скасували. Після цього разом зі ще чотирма підводними човнами своєї ескадри І-171 отримав наказ утворити завісу за 1200 км на південний схід від Мідвею, на шляху до нього від Гавайських островів.
4—5 червня японський флот зазнав катастрофічної поразки під Мідвеєм. І-171 ще певний час залишався у морі, а 20 червня завершив похід на Кваджелейні.

## Четвертий похід
8 липня 1942-го І-171 рушив у похід, щоб провести рекогносцирування ряду архіпелагів Океанії. Спершу човен виконав таке завдання на Фіджі, де не виявив якихось суден у гавані Суви і не пізніше 24 липня попрямував до Самоа (при цьому 26 липня саме поблизу Фіджі збереться велике союзне угруповання, призначене для висадки десанту на острові Гуадалканал на сході Соломонових островів).
28 липня 1942-го І-171 рекогносцирував Паго-Паго на острові Тутуїла, а наступної доби поблизу цього острова промахнувся торпедою по якомусь торговому судну.
12 серпня 1942-го човен завершив похід на атолі Трук у центральній частині Каролінських островів (тут ще до війни створили потужну базу японського ВМФ, з якої до лютого 1944-го провадились операції у цілому ряді архіпелагів). Хоча на цей момент пройшло вже кілька діб після висадки союзників на Гуадалканалі, І-171 спершу рушив 17 серпня до Японії, куди прибув 24 числа. Після проходження певного ремонту у Куре І-171 18 вересня повернувся на Трук разом зі ще сімома підводними човнами своєї 3-ї ескадри.

## Походи до Алеутських островів
Станом на середину лютого 1943-го І-171 перебував у Куре, звідки вийшов 15 числа у транспортний рейс до Киски (один з Алеутських островів, захоплений японцями влітку попереднього року). З 26 лютого по 2 березня човен перебував на Кисці, а 18 березня прибув на Парамушир (Курильські острови).
22 березня 1943-го човен попрямував з Парамушира для бойового патрулювання в районі острова Атту (західна частина Алеутського архіпелагу), а 6 квітня прибув до Йокосуки.
Ще один рейс до Алеутів І-171 здійснив у період з 21 травня по 16 червня 1943-го, при цьому почав його в Йокосуці, а завершив на Парамуширі.
26 червня 1943-го човен попрямував для бойового патрулювання в районі острова Амчітка, проте не досягнув тут якогось результату, а 5 серпня повернувся на Парамушир. 5—10 серпня І-171 пройшов звідси до Куре.

## Походи до Меланезії
17—25 вересня 1943-го І-171 перейшов на Трук. 7 жовтня він вирушив з цієї бази, маючи завдання провести розвідку в районі на схід від архіпелагу Нові Гебриди. За кілька діб І-171 та ще ряд підводних човнів отримали наказ перехопити загін ворожих флотських танкерів, який прямував із Гаваїв. Втім, повітряна розвідка не змогла уточнити їх положення і операція завершилась безрезультатно. 15 листопада І-171 повернувся на Трук.
9—13 січня 1944-го човен перейшов до Рабаулу — головної передової бази в архіпелазі Бісмарка, з якої вже майже два роки здійснювались операції на Соломонових островах та сході Нової Гвінеї. 17 січня І-171 вийшов звідси до Нової Гвінеї та 22 числа прибув до Галі (північно-східне узбережжя острова дещо більше ніж за сотню кілометрів на схід від Маданга). Тут він висадив пасажирів та 26 січня повернувся у Рабаул.
30 січня 1944-го І-171 попрямував у транспортний рейс до Буки — порту на однойменному острові біля північного завершення значно більшого острова Бугенвіль. Після бою 26 листопада 1943-го біля мису Сент-Джордж до Бугенвілю не могли дістатись навіть японські есмінці, тому для постачання його гарнізону, який вів важку боротьбу з десантом союзників, залучили підводні човни. Вантаж І-171 знаходився у плавучих гумових контейнерах, закріплених на його палубі. Відповідно до розкодованого радіоперехоплення, 1 лютого човен доправив вантаж та пасажирів до Буки й рушив далі, після чого відновити з ним зв'язок уже не вдалось.
1 лютого 1944-го за пів сотні кілометрів на захід від Буки есмінці «Гест» та «Хадсон» встановили радарний контакт човном, який знаходився у надводному положенні. Човен занурився, проте американські кораблі знайшли його сонаром та провели атаки глибинними бомбами. Ймовірно, саме це стало причиною загибелі І-171 разом з 91 особою, що знаходилась на борту.

## Бойовий рахунок
| Дата       | Назва                  | Тип       | Тоннаж | Місце                       |
| 28.01.1942 | General Royal T. Frank | транспорт | 622    | між островами Гаваї та Мауї |